# Гусиный лук мохнатый
Гусиный лук мохнатый (лат. Gagea villosa) — вид растений семейства лилейные, секции Didimobulbos.

## Описание
Плоды обратнояйцевидно-продолговатые. Цветки одиночные, реже собраны 2—3-цветковые соцветия. Длина цветоножки обычно 3—6 мм, реже до 12 мм.

## Распространение
Вид встречается в Европе, Северной Африке и Западной Азии. Его ареал простирается от Испании и Марокко на восток до России и Ирана, а также на север до Швеции. Впервые он был описан науке Биберштейном в 1808 году с территории Крыма.